# Tunga, Leyte

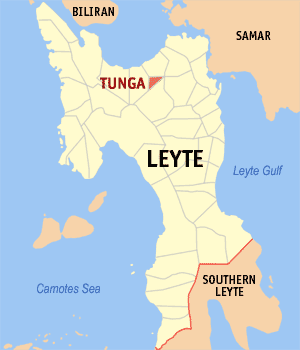
Bản đồ Leyte với vị trí của Tunga

Tunga là một đô thị hạng 6 ở tỉnh Leyte, Philippines. Theo điều tra dân số năm 2000 của Philipin, đô thị này có dân số 6.111 người trong 1.172 hộ.

## Barangay
Tunga được chia ra 8 barangay:
- Astorga (Barrio Upat)
- Balire
- Banawang
- San Antonio (Poblacion)
- San Pedro (Poblacion)
- San Roque (Poblacion)
- San Vicente (Poblacion)
- Santo Niño (Poblacion)